# Camptosema sanctae-barbarae
Camptosema sanctae-barbarae är en ärtväxtart som beskrevs av Paul Hermann Wilhelm Taubert. Camptosema sanctae-barbarae ingår i släktet Camptosema och familjen ärtväxter. Inga underarter finns listade i Catalogue of Life.